# توماس دالیل
توماس دالیل (انگلیسی: Tam Dalyell of the Binns؛ ۱۶۱۵ – ۱۶۸۵) فرد نظامی اهل اسکاتلند بود.